# Philippe Lallemand
Pour les articles homonymes, voir Lallemand.
 (septembre 2011).
Philippe Lallemand, né à Reims en 1636 et mort à Paris en 1716, est un peintre français.

## Biographie
Philippe Lallemand fut influencé par Robert Nanteuil. Dans son morceau de réception à l’Académie royale de peinture et de sculpture en 1672, il portraitura Charles Perrault et le financier Gédéon Berbier du Mets, président de la Chambre des comptes.